# Xã Holden, Quận Hand, South Dakota
Xã Holden (tiếng Anh: Holden Township) là một xã thuộc quận Hand, tiểu bang Nam Dakota, Hoa Kỳ. Năm 2010, dân số của xã này là 40 người.